# If You See Kay
«If You See Kay» —en español: «Si has visto a Kay»— es una canción de hard rock escrita por David Freeland.  Aparece en el álbum de estudio Power Play de la banda canadiense de rock April Wine, lanzado en 1982 por Aquarius Records en Canadá y por Capitol Records en el resto del mundo.

## Lanzamiento y recepción
En el mismo año de la publicación de Power Play, Capitol Records lanzó solamente en los E.U.A. «If You See Kay» como sencillo, siendo el segundo de este tipo del disco antes mencionado.   Como tema secundario, fue seleccionado «Blood Money» —traducido del inglés: «Dinero de sangre»—, canción compuesta por Myles Goodwyn.
Aunque no entró en el listado del Billboard Hot 100, esta pista logró ubicarse en la 26.ª posición del Mainstream Rock Tracks en 1982.

## Lista de canciones

### Lado A
| side one |                  |                |          |  |
| N.º      | Título           | Escritor(es)   | Duración |  |
| 1.       | «If You See Kay» | David Freeland | 3:50     |  |

### Lado B
| side one |               |               |          |  |
| N.º      | Título        | Escritor(es)  | Duración |  |
| 2.       | «Blood Money» | Myles Goodwyn | 5:21     |  |
| 9:11     |               |               |          |  |

## Créditos
- Myles Goodwyn — voz principal, guitarra y coros
- Brian Greenway — guitarra y coros
- Gary Moffet — guitarra y coros
- Steve Lang — bajo y coros
- Jerry Mercer — batería y percusiones

## Listas
| Año  | País           | Lista                            | Posición máxima |
| ---- | -------------- | -------------------------------- | --------------- |
| 1982 | Estados Unidos | Billboard Mainstream Rock Tracks | 26.º            |